# Shorewood Forest (Indiana)
Shorewood Forest es un lugar designado por el censo ubicado en el condado de Porter en el estado estadounidense de Indiana. En el Censo de 2010 tenía una población de 2708 habitantes y una densidad poblacional de 467,4 personas por km².

## Geografía
Shorewood Forest se encuentra ubicado en las coordenadas 41°27′31″N 87°8′46″O / 41.45861, -87.14611. Según la Oficina del Censo de los Estados Unidos, Shorewood Forest tiene una superficie total de 5.79 km², de la cual 4.92 km² corresponden a tierra firme y (15.11%) 0.88 km² es agua.

## Demografía
Según el censo de 2010, había 2708 personas residiendo en Shorewood Forest. La densidad de población era de 467,4 hab./km². De los 2708 habitantes, Shorewood Forest estaba compuesto por el 89.44% blancos, el 3.8% eran afroamericanos, el 0.04% eran amerindios, el 4.03% eran asiáticos, el 0% eran isleños del Pacífico, el 0.81% eran de otras razas y el 1.88% pertenecían a dos o más razas. Del total de la población el 3.66% eran hispanos o latinos de cualquier raza.